# Karel Škorpil

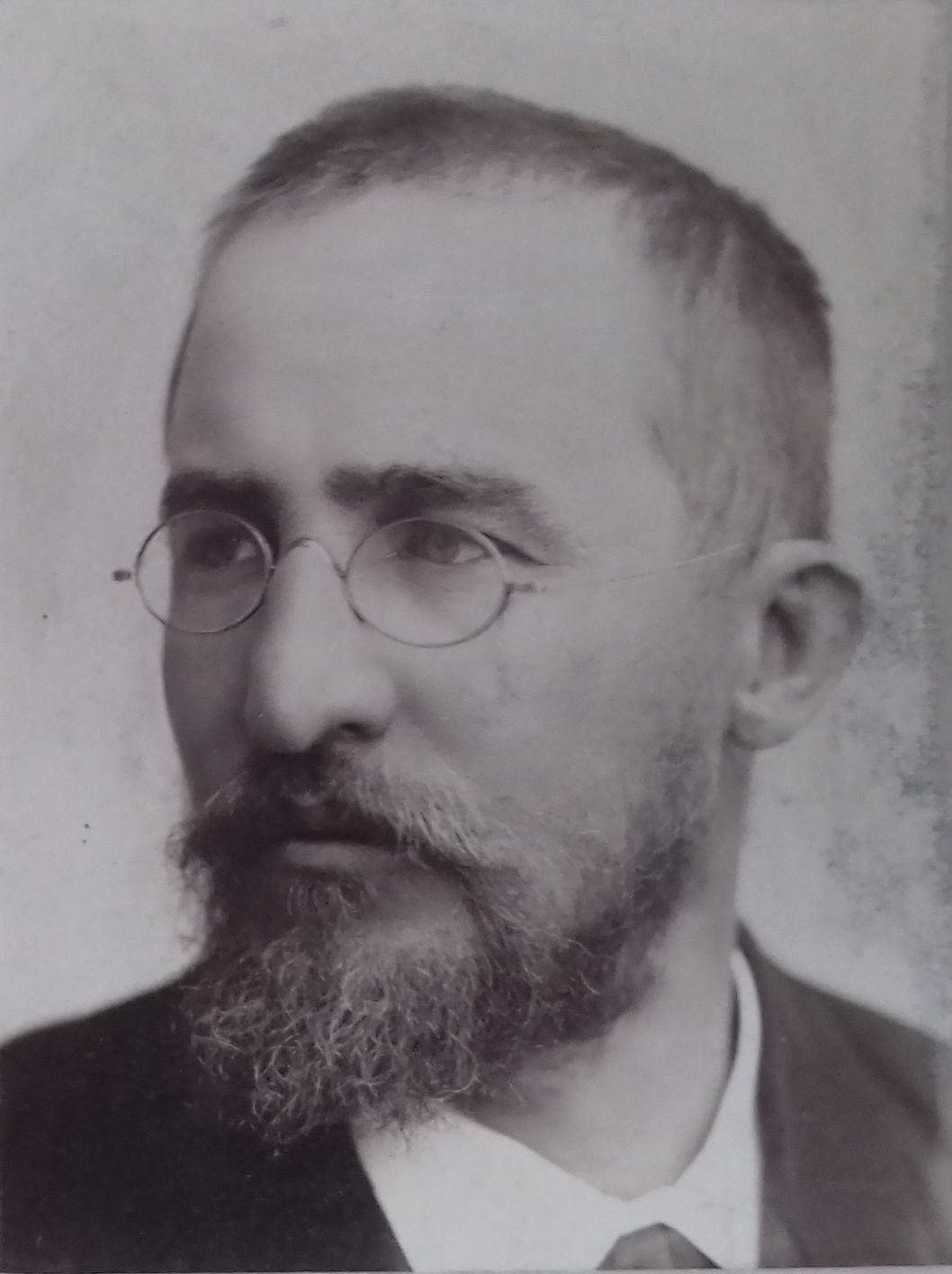
Karel Škorpil

Karel Škorpil (ur. 15 lipca 1859 w Vysokim Mycie, zm. 13 marca 1944 w Sofii) – czeski przyrodoznawca i archeolog.

## Życiorys
Karel Škorpil przybył do Bułgarii w 1882 r. i pracował jako profesor w różnych szkołach średnich. Potem pracował przeważnie jako archeolog. Przy badaniach (Jamboł, Sofia, Presław, Pliska, Madara) i pisaniu prac fachowych asystował mu jego brat Hermenegild. 
Karel wraz z bratem Hermenegildem był jednym z ojców archeologii bułgarskiej i pionier muzealnictwa tamtejszego.